# روديسيندو أورتيغا ماسون
روديسيندو أورتيغا ماسون (بالإسبانية: Rudecindo Ortega Masson)‏، (من مواليد 3 يونيو 1889 في تيموكو ، تشيلي ، 12 أكتوبر 1962) كان سياسيا تشيلي ورئيس أول ما يسمى بالدورتين الطارئتين الخاصتين للجمعية العامة للأمم المتحدة في عام 1956.

## المناصب
تقلد المنصب من 1 نوفمبر 1956 إلى 12 نوفمبر 1956. اجتمعت الجمعية العامة للأمم المتحدة بسبب أزمة السويس وقررت نشر أول قوة لحفظ السلام تابعة للأمم المتحدة ، وهي قوة الطوارئ التابعة للأمم المتحدة (UNEF).
درس أورتيغا ماسون التدريس في معهد بيداغوجي، Pedagógico وتخرج في عام 1920. ثم قام بالتدريس في المعهد الوطني "Instituto Nacional" في سانتياغو دي تشيلي ومن 1923 في "Liceo" في تيموكو. بين عامي 1925 و1941 كان نائبًا لتيموكو. لمدة 10 سنوات كان عضوا ورئيس مجلس المدرسة في البرلمان.
بين عامي 1938 و1940 كان أورتيغا ماسون وزير التربية والتعليم.